# طه المجدوب
اللواء طه المجدوب أحد أبطال حرب أكتوبر. توفي في 23 يوليو 2003 عن عمر ناهز 77 عاما.
شغل منصب رئيس فرع التخطيط بهيئة العمليات بالقوات المسلحة قبل وفي أثناء حرب أكتوبر 1973, كما كان أحد أعضاء وفد التفاوض العسكري المصري في محادثات فض الاشتباك في الكيلو 101 ومفاوضات كامب ديفيد وبلير هاوس، وتولي منصب مساعد وزير الخارجية.

## التأهيل العلمي والعسكري
- تخرج من الكلية الحربية عام 1948م وخدم في القوات المسلحة 48-1978. ثم خدم سفيرا في وزارة الخارجية 78-1986
- شارك في كل الحروب ضد إسرائيل 1948 , 1956, 1967, 1973.
- تدرج في المناصب والرتب العسكرية بسلاح المدرعات والقيادة العامة للقوات المسلحة. رقي لرتبة اللواء في يناير 1974.
- كان رئيسا للتخطيط في هيئة العمليات بالقيادة العامة قبل وأثناء حرب أكتوبر 73.

## حياته المهنية
- قائد القوات المصرية التي أرسلت للجزائر 63-1964
- أركان حرب الفرقة الرابعة المدرعة (64-1967) ثم رئيسا للتخطيط بالهيئة قبل وأثناء حرب أكتوبر (71-1974)
- رئيسا لهيئة الاتصال للقوات المسلحة بالهيئات الدولية ومشرفا علي تنفيذاتفقيات فض الاشتباك الأول في مباحثات حنيف (73-1974) وفض الاشتباك الثاني 1975 ثم في مباحثات معاهدة السلام بواشنطون.
- سكرتير عام مجلس الدفاع الوطني بوزارة الحربية (76-1978)
- سفير ممتاز بوزارة الخارجية مسئولا غن تنفيذ معاهدة السلام ورئيسا للجنة التطبيع مع إسرائيل (1979-1980)
- سفير مصر في وارسو غاصمة بولندا (1980-1984)
- مساعد وزير الخارجية (1984-1986)

## النشاط الدبلوماسي
- ممثل للقوات المسلحة في وفد مصر لمؤتمر القمة العربية بالجزائر نوفمبر 1973
- ممثل للقوات المسلحة في وفد مصر لمؤتمر حنيف للسلام ديسمبر 1973
- رئيس وفد مصر في لجنة العمل العسكرية المشتركة بجنيف (ديسمبر 1973 - يناير 1974)
- عضو وفد مصر العسكري في مباحثات كم 101 الخاصة باتفقية فض الاشتباك الأول يناير 1974
- ممثل مصر في مباحثات فض الاشتباك بين سوريا وإسرائيل يونيه 1974
- رئيس وفد مصر في فض الاشتباك الثاني بجنيف سبتمبر 1975
- عضو بوفد مصر في المؤتمر التحضيري لمؤتمر السلام في ميناهاوس القاهرة ديسمبر 1977
- عضو بوفد مصر في مباحثات اللجنة العسكرية المصرية/الاسرائلية برئاسة وزيري الدفاع - القاهرة يناير/فبراير 1978
- رئيس وفد مصر العسكري في مباحثات معاهدة السلام مع إسرائيل.. واشنطون أكتوبر 78-مارس 1979

## الأنشطة العلمية
- المشاركة في تسجيل وتحليل مرجع التاريخ العسكري للقوات المسلحة عن «حرب العدوان الثلاثي علي مصر 1956» و «حرب أكتوبر 1973»
- رأس الوحدة العسكرية بمركز الدراسات السياسية والاستراتحية بالاهرام (1968-1970)
- المشاركة في اعداد الدراسات الرئيسية الاستراتجية للقوات المسلحة في الحرب والسلام (71-1978)
- له مجموعة من المؤلفات في التاريخ العسكري والعلوم الاستراتجية (7مؤلفات)